# Ялуса
Ялу̀са (на гръцки: Γιαλούσα; на турски: Yeni Erenköy) е село в Кипър, окръг Фамагуста. Според статистическата служба на Северен Кипър през 2011 г. селото има 1774 жители.
Де факто е под контрола на непризнатата Севернокипърска турска република.